# كلالة (هرمزكان)
 كلالة   بضم الكاف وسكون اللام، ثم اللام والهاي مرفوعتان، قرية زراعية عامرة ملاصقة لبادية كوخرد الجنوبية، تابعة لناحية كوخرد ( بالفارسية: بخش كوخرد )  من توابع مدينة بستك  في محافظة هرمزگان  في جنوب إيران. اسم وادٍ من أعمال الجنوب، وتعني بالفارسية: ( گُلِ لاَلِه ) ومعناها: ( الأزهار الجميلة ). هي منطقة زراعية جميلة تقع في سهل تراروا، وتطل على نهر مهران.

## حدود كلالة
من الشمال: نهر مهران، ومن الجنوب هضبة تراروا، ومن الغرب وادي كنخور، ومن الشرق تنتهي بــ نخل شيخيا.

## المزارع والبساتين
بها مزارع النخيل وآبار عذبة، بها بركة واحدة لحفظ مياه الأمطار تعرف بــ« برکة مير عبد الله »، وبها وبعض والآبار الارتوازية. وأراضي خصبة لزراعة البر والشعير.
اشتهرت بكثرة المزروعات وأشجار النخيل وثمارها.
- يقول الشاعر راستی في هذه الأبيات الجميلة بالفارسية :

- ويصف محمد محمديان المنطقة في هذه الأبيات قائلاً :

## وصلات خارجية
- الادارية لمحافظة هرمزگان
- الادارية لمحافظة هرمزگان (بلده كوخرد)